# Radek Lonc
Radek Lonc (ur. 26 września 1977) – czeski kulturysta. Mistrz świata w kulturystyce, znany z olbrzymich proporcji i wielkiej masy ciała.

## Życiorys
Zawsze był solidnie zbudowany; w ósmej klasie szkoły podstawowej ważył 86 kg. Związany z firmą Vitalmax, zajmującą się produkcją i dystrybucją odżywek dla sportowców. Karierę kulturysty rozpoczął w 1994 roku. Początkowo był zawodnikiem Międzynarodowej Federacji Kulturystyki i Fitnessu, następnie wstąpił do NABBY (National Amateur Body-Builders’ Association). W 2004 roku wystartował w Mistrzostwach Czech w Kulturystyce; zajął czwarte miejsce. Trzy lata później, w zawodach organizowanych przez Vitalmax, odniósł zwycięstwo w kategorii otwartej. Tego samego roku zwyciężył w kategorii wysokich zawodników na NABBA World Championships, a także wziął udział w konkursie Mr. Universe. W 2008 powtórnie startował w NABBA World Championships; uplasował się na podium, zajmując trzecią pozycję wśród wysokich zawodników. Został zwycięzcą zawodów NABBA MCR w 2008 oraz Mistrzostw Austrii w 2009, w kategorii otwartej mężczyzn. W trakcie NABBA World Championships 2009 objął drugie miejsce pośród wysokich kulturystów. W 2012 wystartował w ogólnoeuropejskich zawodach Arnold Amateur, organizowanych przez IFBB.
Ma 183 cm wzrostu, jego waga balansuje na pograniczu 117 a 136 kg. Znany z potężnych rozmiarów bicepsów, których obwód wynosi 57 cm. Klatka piersiowa Lonca ma 150 cm objętości. Pracuje jako osobisty trener. Żonaty, mieszka w Libercu. Treningi siłowe odbywa nago.
Witryna extrifit.cz podkreśla, że Lonc jest „kulturystą znanym nie z doskonałej symetrii ciała, a z brutalnej masy”, a także, że jest „najbardziej masywnym kulturystą czeskim, prawdopodobnie jednym z najpotężniejszych zawodników na świecie”. Sam sportowiec wyznał, że „całe życie chciał być wielkim mężczyzną”.

## Ważniejsze osiągnięcia w kulturystyce
- 2001: Mistrzostwa Północnych, Wschodnich i Środkowych Czech, kategoria mężczyzn powyżej 90 kg – III m-ce
- 2004: Mistrzostwa Północno-wschodnich Czech, IFBB – III m-ce
- 2004: Mistrzostwa Czech – IV m-ce
- 2006: Mr. Universe, NABBA, kategoria mężczyzn – V m-ce
- 2007: Vitalmax – Skinfake, kategoria otwarta (zawodników powyżej 179 cm) – I m-ce
- 2007: Mr. Universe, NABBA, kategoria wysokich zawodników – udział
- 2007: World Championships, NABBA, kategoria wysokich zawodników – I m-ce
- 2008: World Championships, NABBA, kategoria wysokich zawodników – III m-ce
- 2008: MCR, NABBA – I m-ce
- 2008: MS, NABBA – III m-ce
- 2009: World Championships, NABBA, kategoria wysokich zawodników – II m-ce
- 2009: MS, WABBA, kategoria zawodników od 168 do 178 cm – II m-ce
- 2009: Mistrzostwa Austrii, kategoria otwarta mężczyzn – I m-ce
- 2009: MCR, NABBA – III m-ce
- 2012: Europejskie Zawody Arnold Amateur, IFBB, kategoria superciężka – udział
- 2014: Puchar Mistrzów Rosji, kategoria ogólna mężczyzn – XIV m-ce
- 2016: EVLS Prague Amateur, kategoria superciężka – IV m-ce

Źródła: